# Rigács
Rigács [rigáč] je obec v Maďarsku v župě Veszprém, spadající pod okres Sümeg. Nachází se asi 10 km severozápadně od Sümegu. V roce 2015 zde žilo 183 obyvatel. Dle údajů z roku 2011 tvoří 96 % obyvatelstva Maďaři a 2,3 % Romové, přičemž 4 % obyvatel se ke své národnosti nevyjádřilo.

## Sousední obce
| Růžice kompasu |         | Nemeskeresztúr |             | Růžice kompasu |
| Růžice kompasu | Megyer  | Sever          | Zalameggyes | Růžice kompasu |
| Růžice kompasu | Megyer  | Rigács         | Zalameggyes | Růžice kompasu |
| Růžice kompasu | Megyer  | Jih            | Zalameggyes | Růžice kompasu |
| Růžice kompasu | Gógánfa | Ukk            |             | Růžice kompasu |